# 龚惠兴
龚惠兴（1940年7月19日—），男，上海人，中国航天遥感、光电技术专家，上海技术物理研究所总工程师，中国工程院院士。

## 生平
毕业于中国科学技术大学。1995年当选中国工程院信息与电子工程学部院士，
2008年，当选第十一届全国政协常务委员，代表无党派人士，分入第十五组。